# Valignat
Valignat är en kommun i departementet Allier i regionen Auvergne-Rhône-Alpes i de centrala delarna av Frankrike. Kommunen ligger  i kantonen Ébreuil som ligger i arrondissementet Montluçon. År 2022 hade Valignat 65 invånare.

## Befolkningsutveckling
Antalet invånare i kommunen Valignat
Referens: INSEE